# Танага
Вулкан Танага (англ. Mount Tanaga; алеут. Tanax̂ax) — стратовулкан в північній частині острова Танага (Алеутські острови). На схід від основної вершини знаходиться ще одна. Відомі декілька великих вивержень після 1763 року: у 1763—1770, 1791, 1829, 1914 роках.